# Método de Condorcet

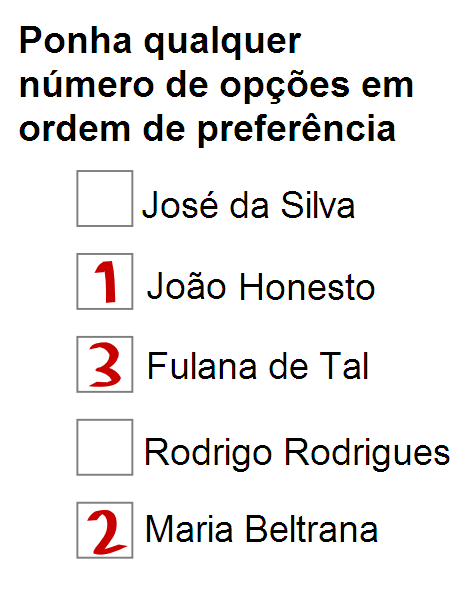
O voto preferencial é uma característica dos métodos de Condorcet.

O método de Condorcet é qualquer método de eleição para eleger um candidato único atendendo o critério de Condorcet. O vencedor de Condorcet, quando existe, é o candidato que venceria cada um dos outros candidatos numa eleição separada só com os dois. Nos exemplos modernos, os eleitores classificarão os candidatos em ordem de preferência. Os métodos de Condorcet, são nomeados de acordo com o matemático e filósofo francês do século XVIII, Marie Jean Antoine Nicolas Caritat, o marquês de Condorcet (pronuncia-se "condorsé", sem o t). Ramon Llull tinha planejado um dos primeiros métodos de Condorcet em 1299, mas esse método é baseado em um processo iterativo ao invés de uma cédula de votação.

## Definição
Os métodos de Condorcet, ou métodos de paridade, são uma classe de métodos de votação ordenada que seguem o critério de Condorcet. Esses métodos comparam todo par de opções, e a opção que supera toda outra opção é a vencedora. Uma opção supera outra opção se a maioria dos votos o ordena em posição melhor nas cédulas do que a outra opção.
Esses métodos são frequentemente referidos coletivamente como métodos de Condorcet, porque o critério de Condorcet garante que todos eles dão o mesmo resultado na maioria das eleições, onde existir um vencedor de Condorcet. As diferenças entre os métodos de Condorcet ocorrem em situações onde nenhuma opção supera todas as outras, implicando que existe um ciclo de opções que superam umas as outras, chamado de paradoxo de Condorcet ou conjunto de Smith. Considerando um método de Condorcet genérico como sendo um método abstrato que não resolve esses ciclos, as versões especificas de métodos Condorcet que selecionam os vencedores caso não exista um vencedor de Condorcet são chamadas métodos de completação de Condorcet.
Uma versão simples de Condorcet é o minimax: se nenhuma operação supera todas, a opção que é superada por menos votos na pior superação vence. Outra opção é escolher entre os candidatos que vencem a maioria das comparações par-a-par aquele que recebeu mais votos como candidato favorito. O método de Schulze, também conhecido como "redução sequencial de Schwartz", e pares rankeados são dois métodos de Condorcet recentemente criados que satisfazem um grande número de critérios de sistemas de votação.

## Exemplo
Para exemplificar, vamos considerar que em uma eleição existem três candidatos que estão concorrendo e o método usado de votação é Condorcet. Para usar o método, a urna eletrônica fará duas perguntas na hora de escolher o presidente. Primeiro aparecerá os quadradinhos para o eleitor escolher o candidato favorito. Depois aparecerá os quadradinhos para escolher o candidato alternativo. O candidato alternativo é a opção a votar caso o favorito não vença. Naturalmente, votar no mesmo novamente anularia a segunda escolha. O resultado seria o seguinte:
| Favorito | Alternativo | Votos |
| -------- | ----------- | ----- |
| José     | Nulo        | 9%    |
| José     | Maria       | 1%    |
| José     | Carlos      | 34%   |
| Maria    | Nulo        | 7%    |
| Maria    | José        | 1%    |
| Maria    | Carlos      | 31%   |
| Carlos   | Nulo        | 1%    |
| Carlos   | José        | 9%    |
| Carlos   | Maria       | 7%    |

Votos no preferido:
- José: 44%
- Maria: 39%
- Carlos: 17%

Comparação de pares:
| —              | sobre José | sobre Maria | sobre Carlos | Vitórias |
| -------------- | ---------- | ----------- | ------------ | -------- |
| prefere José   | —          | 53%         | 45%          | 1        |
| prefere Maria  | 46%        | —           | 40%          | 0        |
| prefere Carlos | 48%        | 51%         | —            | 2        |

No exemplo acima, Carlos vence tanto de José quanto de Maria em cenários com disputa em pares, enquanto José vence só de Maria, e maria perde de todos. Portanto, Carlos é o vencedor de Condorcet.

## Paradoxo de Condorcet
O paradoxo de Condorcet pode ocorrer em alguns cenários. O resultado coletivo mostra preferências circulares, embora isso não ocorra em escolhas individuais. Quando isso acontece, não existe um vencedor de Condorcet. Por isso, é necessário usar um método de completação, como método de Schulze ou pares rankeados.
Vamos considerar o seguinte exemplo de eleições:
| Favorito | Alternativo | Votos |
| -------- | ----------- | ----- |
| Andre    | Carlos      | 19%   |
| Andre    | Marina      | 21%   |
| Carlos   | Andre       | 8%    |
| Carlos   | Marina      | 24%   |
| Marina   | Andre       | 16%   |
| Marina   | Carlos      | 12%   |

Votos no preferido:
- Andre: 40%
- Carlos: 32%
- Marina: 28%

Comparação de pares:
| —              | sobre Andre | sobre Carlos | sobre Marina | Vitórias |
| -------------- | ----------- | ------------ | ------------ | -------- |
| prefere Andre  | —           | 56%          | 48%          | 1        |
| prefere Carlos | 44%         | —            | 51%          | 1        |
| prefere Marina | 52%         | 49%          | —            | 1        |

Como podemos observar, existe uma ordenação circular em que Andre vence de Carlos, Carlos vence de Marina, e Marina vence de Andre. Por causa desse paradoxo, o vencedor de Condorcet não existe. Por isso, a solução é usar um método complementar para definir o vencedor.
As informações disponíveis desse resultado permitem aplicar as regras do sistema eleitoral atual. Considerando que Andre e Carlos são os dois mais votados como primeira opção, e que num segundo turno entre os dois, Andre venceria com 56% dos votos, o vencedor seria Andre. Há outras regras que podem encontrar um vencedor diferente, principalmente quando o número de candidatos disputando é maior.

## Vantagens e desvantagens
O método de Condorcet tende a escolher candidatos mais centristas e evita a eleição de candidatos radicais em momentos de polarização política. Por isso, ele é conhecido como o "método do consenso". O resultado funciona como se fosse uma média matemática da opinião dos eleitores. Outra vantagem do método é sua capacidade de encontrar o resultado com apenas 1 turno de votação mesmo que o número de candidatos seja grande.
A desvantagem existe quando há muitos (mais de 5) candidatos, porque isso torna o voto complexo. Em vez de digitar só um ou dois candidatos para o cargo, teria que digitar todos na ordem de preferência e isso torna o processo eleitoral demorado. Além disso, a maioria dos eleitores não chegam a estudar todos os candidatos e por isso não ordenarão os candidatos de forma consistente. Qualquer mudança na ordem pode mudar o resultado das eleições. Outra desvantagem é que o método, por eleger o ponto médio, tende a eleger um candidato inesperado por ser pouco famoso, pouco amado e pouco odiado e por ser o favorito de poucas pessoas. No exemplo acima, que mostra a vitória de Carlos, o resultado seria questionado no mundo real pelos outros candidatos e acusariam o método de ser um mecanismo de fraude. Por isso, as pessoas são céticas com o método ao ver o resultado e isso também atrapalha partidos ambiciosos, porque eles precisam de ideias mais divergentes para chamar mais atenção do eleitorado.